# Шахтинська міська адміністрація
Ша́хтинська міська адміністрація (каз. Тентек қаласы әкімдігі, рос. Шахтинская городская администрация) — адміністративна одиниця у складі Карагандинської області Казахстану, прирівнена до району. Адміністративний центр — місто Шахтинськ.
Населення — 58164 особи (2021; 56001 у 2009, 66593 у 1999, 96654 у 1989).

## Склад
До складу міської адміністрації входять місто Шахтинськ та 3 селищні адміністрації, які утворені 3 міськими селищами:
| Адміністративна одиниця             | Населення, осіб (1989) | Населення, осіб (1999) | Населення, осіб (2009) | Населення, осіб (2021) |
| ----------------------------------- | ---------------------- | ---------------------- | ---------------------- | ---------------------- |
| Шахтинськ, місто                    | 64862                  | 58652                  | 35997                  | 38923                  |
| Долинська селищна адміністрація     | 5990                   | 6390                   | 5350                   | 6304                   |
| Новодолинська селищна адміністрація | 7250                   | 6581                   | 6365                   | 5471                   |
| Шаханська селищна адміністрація     | 18552                  | 12020                  | 8289                   | 7466                   |